# Shannaras druid
Shannaras druid, fantasyroman från 1991 författad av Terry Brooks. Översatt till svenska av Birgitta Gahrton. Andra delen av fyra i serien Arvet från Shannara.

## Handling
Walker Boh måste hitta den svarta alvstenen för att återupprätta druidernas högsäte Paranor. I sin jakt på den magiska stenen blir han dock dödligt förgiftad, av ett gift som hotar att förstena hela honom. När hans mentor Cogline hittar honom är hela Walkers arm redan utom räddning. Det visar sig att den enda som kan rädda Walker Boh är kungen av Silverflodens dotter Liv. Liv är ett magiskt väsen som trollbinder alla hon talar med och kan få död mark att grönska bara genom beröring. Hon är i sin tur ute på ett eget uppdrag i vilket hon behöver Walkers hjälp. Med sig har hon också lönnmördaren Pe Ell och den unge Morgan Leah. Tillsammans ger de sig ut för att döda den galna bergkungen Uhl Belk. Som håller hus uppe vid Tiderace. Vilket passar Walker Boh bra eftersom han misstänker att det är bergkungen som stulit den svara alvstenen.